# Barbara Leitl-Staudinger

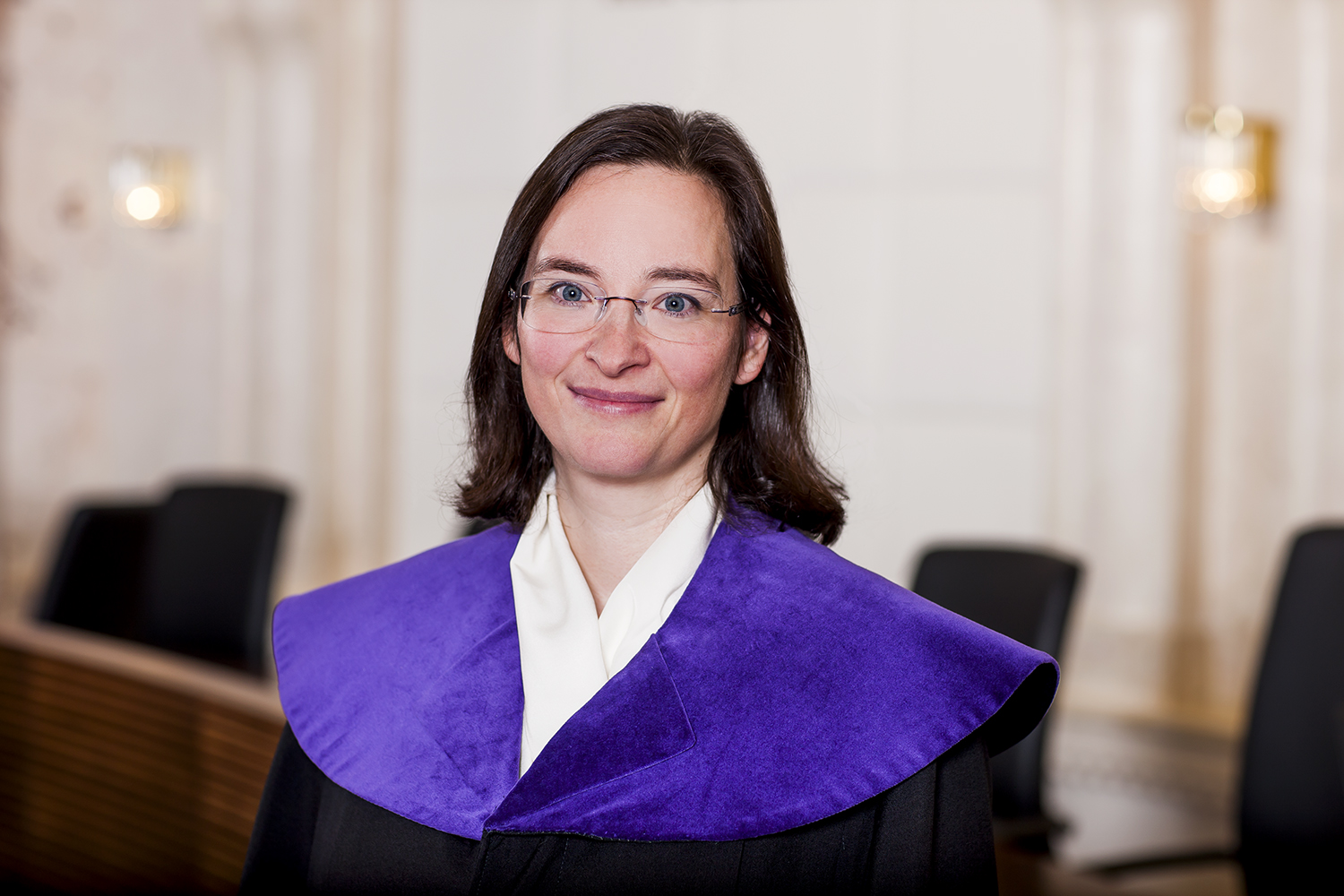
Barbara Leitl-Staudinger (2015)

Barbara Leitl-Staudinger (* 10. Juni 1974 in Linz, Oberösterreich) ist eine österreichische Juristin und Professorin für Öffentliches Recht an der Johannes Kepler Universität (JKU) Linz. Sie leitet das Institut für Multimediales Öffentliches Recht.

## Leben
Barbara Leitl-Staudinger studierte von 1992 bis 1999 Betriebswirtschaftslehre, Handelswissenschaften und Rechtswissenschaften an der JKU Linz. Von 1999 bis 2005 war sie Universitätsassistentin am Institut für Verwaltungsrecht und Verwaltungslehre. 2001 schloss sie das Doktoratsstudium der Rechtswissenschaften ab. Drei Jahre später habilitierte sie und erhielt die Lehrbefugnis für das Fach Öffentliches Recht an der JKU. Von 2005 bis 2007 war sie Universitätsprofessorin am Institut für Fernunterricht in den Rechtswissenschaften, seit 2007 ist sie Univ.Prof. am Institut für Multimediales Öffentliches Recht und dessen Leiterin. Leitl-Staudinger ist unter anderem Mitglied der Fakultätsversammlung der Rechtswissenschaftlichen Fakultät und war von 2010 bis 2016 stellvertretende Senatsvorsitzende der JKU Linz. Von 2005 bis 2013 war sie Ersatzmitglied bzw. Mitglied des Bundeskommunikationssenates. Seit 2010 ist sie als österreichische Ad-hoc-Richterin am Europäischen Gerichtshof für Menschenrechte nominiert. Seit 2011 ist Leitl-Staudinger Ersatzmitglied des Verfassungsgerichtshofs. Leitl-Staudinger ist zudem Vizepräsidentin der Österreichischen Verwaltungswissenschaftlichen Gesellschaft, Mitglied des Aufsichtsrates der Oberbank AG, Prokuristin der Baustoff Interhandel GmbH und Vorständin der Burgholzer Privatstiftung.
Leitl-Staudinger ist im Oö. Monitoringausschuss in der Funktion Wissenschaft das Hauptmitglied. Dieser überprüft, wie die UN-Behindertenrechtskonvention in Oberösterreich umgesetzt wird. Sie ist die Tochter des ehemaligen Präsidenten der Österreichischen Wirtschaftskammer Christoph Leitl.
Gemeinsam mit ihrem Mann ist Leitl-Staudinger Mutter von zwei Kindern.

## Arbeits- und Forschungsschwerpunkte
- Öffentliches Wirtschaftsrecht[7]
- Koordinierung der multimedialen Lehre des Öffentlichen Rechts im Multimedia-Diplomstudium der Rechtswissenschaften der JKU
- Erstellung multimedialer Lehrmaterialien

Bei der Jahrestagung 2018 für Baurecht und Baustandards, die dazu dient, aktuelle Probleme im Baurecht und Vorschläge zur Verbesserung der gesetzlichen und technischen Rahmenbedingungen zu diskutieren, sprach Leitl-Staudinger über den Stand der Technik im Verfassungsrecht und wie viel der Gesetzgeber determinieren muss und/oder kann.
In einem Interview über die Meinungsfreiheit in Österreich und der digitalen Welt mit dem Standard betont Leitl-Staudinger, dass die Meinungsfreiheit trotz digitaler Herausforderungen wie Hassrede oder Fake-News weiterhin eine demokratische Bedeutung hat. Sie spricht von „skeptischem Optimismus“: Das Internet hat zwar die Hoffnung auf demokratischen Diskurs nicht erfüllt, doch mit neuem rechtlichen Rahmen – wie dem bevorstehenden EU Digital Services Act – könnte eine konstruktivere öffentliche Kommunikation möglich werden. Es gehe darum, geeignete Mediengesetze zu schaffen, die die Meinungsfreiheit im digitalen Zeitalter sichern und Missbrauch einschränken.

## Publikationen (Auswahl)
- 2014: Verfassungsrechtliche Fragen zur Pflegegebührenbemessung für öffentliche Krankenanstalten, in Rechts- und Finanzierungspraxis der Gemeinden (RFG), Nr. 2, Manz Verlag Wien, Seite(n) 108-115, ISSN 1727-0456
- 2015: Hat das Wirtschaftsordnungsrecht Zukunft?, in Studiengesellschaft für Wirtschaft und Recht, in Österreichische Zeitschrift für Wirtschaftsrecht, Vol. 42, Nr. 1, Facultas Verlags- und Buchhandels AG, Wien, Seite(n) 9-15, ISSN 0379-4407
- 2019: Medienrechtliche Objektivitäts- und Sorgfaltspflichten im "postfaktischen" Zeitalter, in Berka/Holoubek/Leitl-Staudinger: Elektronische Medien im "postfaktischen" Zeitalter, MANZ, Wien, Seite(n) 9-20, ISBN 978-3-214-16437-9
- 2024: ChatGPT & Co: Medienrecht, in Mayrhofer/Nessler/Bieber/Fister/Homar/Tumpel: ChatGPT, Gemini & Co, Manz, Wien, Seite(n) 103-112, ISBN 978-3-214-25249-6

## Forschungsprojekte
- 2022–2024: VILP – Video Technology in Legal Proceedings in Zusammenarbeit mit Univ.-Prof. Mag. Dr. Lyane Sautner, Univ.-Prof. Mag. Dr. Andreas Riedler, Univ.-Prof. Dr. Wilhelm Bergthaler, Univ.-Prof. MMMag. Dr. Barbara Leitl-Staudinger, Univ.-Prof. Mag. Dr. Andreas Geroldinger, Mag. Sophie Sackl, Univ.-Prof. MMag. Dr. Andreas Wimmer unter der Leitung von Priv.-Doz. Dr. Susanne Schmittat.

## Weitere wissenschaftliche Tätigkeiten (Auswahl)
- Veranstaltungsorganisation 2016: 76. Jahrestagung der Vereinigung der Deutschen Staatsrechtslehrer
- Veranstaltungsorganisation 2019: Staatsteilgewalten[10]
- Gutachterin in einem Habilitationsverfahren an der Wirtschaftsuniversität Wien 2020
- Vizepräsidentin Österreichische Verwaltungswissenschaftliche Gesellschaft 2020
- Vorstandsmitglied des Forschungsinstituts für das Recht der elektronischen Massenmedien (REM) 2020
- Habilitationskommission Dr Bertel an der Universität Innsbruck 2022
- Vortrag "Update Baurecht für Verwaltungsrichter", Österreich, 2022[11]
- Vortrag "Corona-Maßnahmen in der Judikatur des Verfassungsgerichtshofes", Österreich, 27. April 2022[12]
- Hauptvortragende "Staat und Rechnungshofkontrolle", Deutschland, 2024[13]